# Tersilochus thuringiacus
Tersilochus thuringiacus är en stekelart som först beskrevs av Otto Schmiedeknecht 1911.  Tersilochus thuringiacus ingår i släktet Tersilochus och familjen brokparasitsteklar. Inga underarter finns listade i Catalogue of Life.